# Abisue
Abisue ou a-bis'-u-e no Codex Vaticanus, ou Abisai no Codex Alexandrinus é o quarto pontífice magno dos hebreus.
Foi o décimo filho de Fineias igualmente um alto pontífice de Israel [carece de fontes?] e pai de Buqui  que seguiu a carreira pontifícia da família.